# Jean de la Lune (pièce de théâtre)
Pour les articles homonymes, voir Jean de la Lune.
Jean de la Lune est une pièce de théâtre de Marcel Achard représentée pour la première fois le 16 avril 1929, à la Comédie des Champs-Élysées, dirigée par Louis Jouvet.

## Description et résumé
C'est une pièce en trois actes, où l'humanité définie par sa pudeur se doit d'accepter le monde tel qu'il est, et de consentir à la souffrance. La partition met en scène le gentil Jean, tolérant et fantaisiste, amoureux d'une Marcelline inconstante et volage, protégée par son frère Clotaire, couvrant inlassablement les perfidies de sa sœur. Cependant, en dépit de l'irréalisme apparent des attentes de Jean, Marcelline lui reviendra sans même qu'il en semble étonné.

## Comédie des Champs-Élysées,1929
- Mise en scène : Louis Jouvet
- Scénographie : Eugène Printz
- Costumes : Jeanne Lanvin

Distribution :
- MARCELLINE : Valentine Tessier
- JEF : Louis Jouvet
- CLOTAIRE : Michel Simon
- RICHARD : Pierre Renoir
- LOUISE : Odette Mouret
- ÉTIENNETTE : Claude Ryce

## Théâtre du Palais-Royal,1967
- Mise en scène : Jean Piat
- Décor : Georges Wakhevitch

Distribution
- MARCELLINE : Dany Robin
- JEF : Pierre Mondy
- CLOTAIRE : Jean Le Poulain

Le texte de la pièce a été édité aux éditions de la Table ronde.